# آنتیوپ

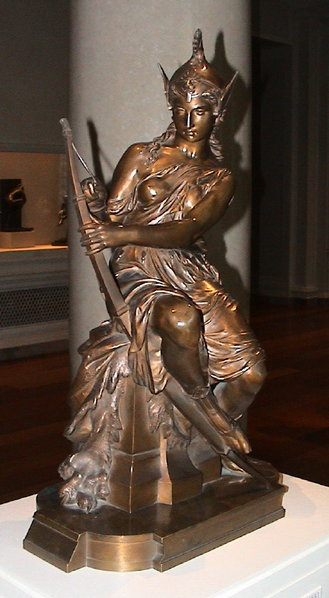
آنتیوپ یا آنتیوپه

آنتیوپ یا آنتیوپه (به انگلیسی: Antiope)، در اسطوره‌های یونان، ملکهٔ آمازون‌ها و تنها کسی که در بین آن‌ها ازدواج کرده‌است.
آنتیوپ، دختر آرس و خواهر ملانیپه، هیپولیتا و احتمالاً اوریتیئا، ملکه‌های آمازون‌ها بود.
تسئوس او را دزدید. آمازون‌ها برای نجات او به آتن حمله کردند اما شکست خوردند. فرزند آنتیوپ از تسئوس پسری به نام هیپولوتوس بود.